# Éfira (Tesprotia)

Mapa con la ubicación aproximada de algunas de las principales ciudades del antiguo Epiro donde se aprecia la situación de Éfira, al noroeste de Casopa y Nicópolis.

Éfira (en griego moderno, Εφύρα y Εφύρη; en griego antiguo, Ἐφύϱα -ύϱας y Ἐφύϱη -ύϱης; en latín, Ephy̆ra -ae y Ephy̆rē -ēs) es el nombre de una antigua ciudad griega de Tesprotia. Estrabón dice que Éfira era el nombre antiguo de la población que luego pasó a llamarse Cíquiro (Κίχυρος).

## Leyendas de mitología griega
Según la mitología griega, Heracles combatió contra los tésprotos y conquistó la ciudad de Éfira, que estaba gobernada por Filante y se unió amorosamente con su hija Astíoque, con la que tuvo un hijo, Tlepólemo.
También se decía que Éfira era el lugar donde había ido a parar Neoptólemo tras regresar de la Guerra de Troya, puesto que no había podido llegar a Esciros. De Éfira procedían los descendientes de Fidipo y Ántifo, los hijos de Tésalo, que invadieron desde allí Tesalia, a la que dieron el nombre de su ascendiente.

## Ubicación
Tucídides dice que Éfira se encontraba en el interior, en el territorio de Elea, dominando el puerto de Quimerio.
Existían varias ciudades en diversos lugares de la Antigua Grecia que llevaban el nombre de Éfira, y había discusión desde la Antigüedad sobre cual de todas debía ser la Éfira citada varias veces por Homero en la Ilíada y la Odisea. Estrabón consideraba que debía identificarse con la Éfira de Élide pero otros autores, como Pausanias se inclinaban por que era la Éfira situada en Tesprotia. En la Odisea, Homero cita a Éfira como el lugar donde estaba situado el palacio de Ilo Mermérida y donde podían obtenerse sustancias venenosas.
Pausanias ubica Cíquiro cerca de la laguna Aquerusia y de los ríos Aquerón y Cocito.

## Yacimientos arqueológicos

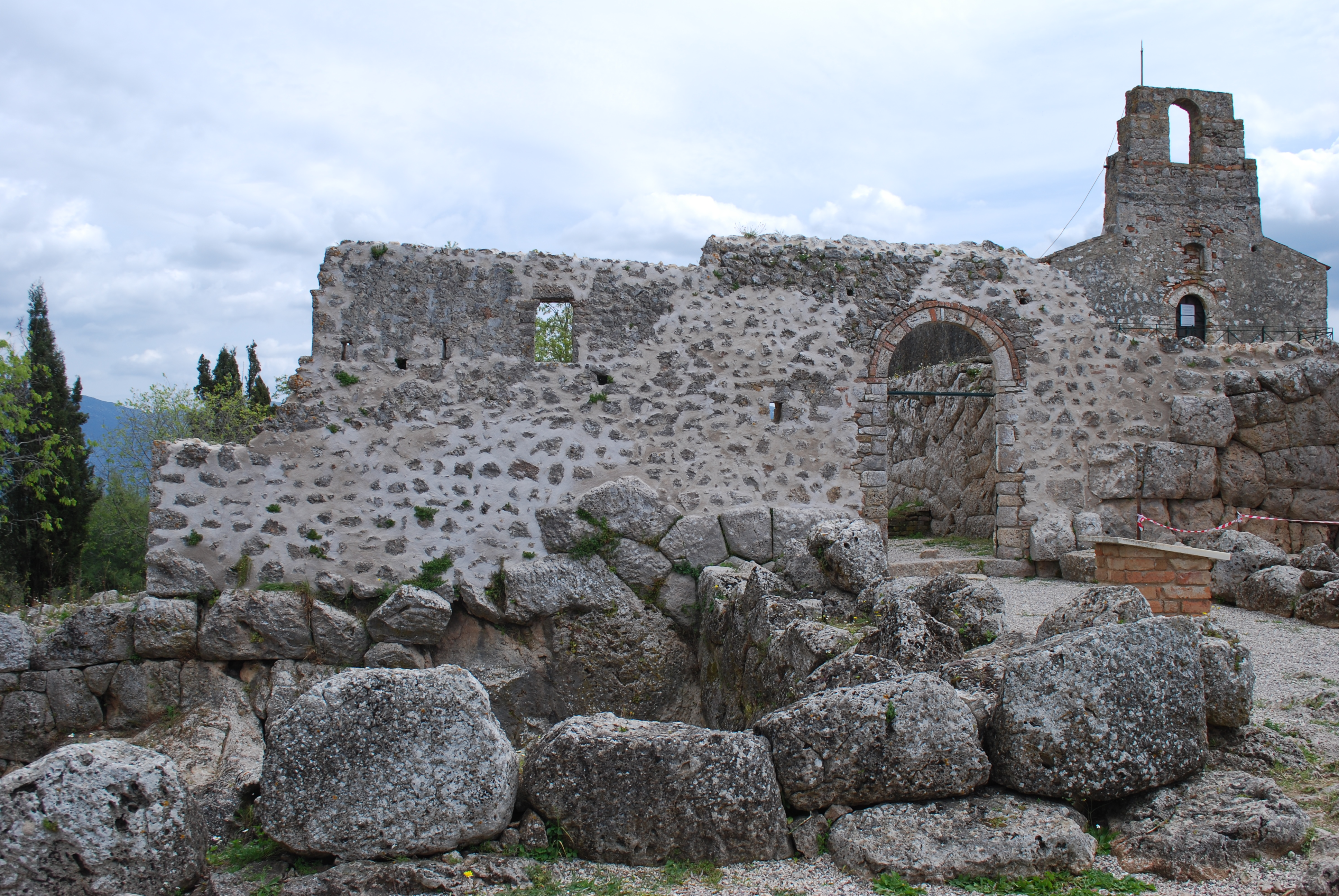
Parte de los restos del Necromantío de Aqueronte, con la iglesia del monasterio San Juan Bautista al fondo a la derecha.

Los restos de la antigua Éfira se encuentran cerca de la actual Ioánina. En el periodo entre 1958 y 1987 se realizaron diversas excavaciones dirigidas por un equipo de la Universidad de Ioánina que posteriormente fueron ampliadas entre 2006 y 2008. En ellas se han hallado restos de la única acrópolis micénica cuya existencia ha sido confirmada dentro de la región del Epiro. Dos de los tres muros de la fortificación que se han hallado en la parte sur de la acrópolis, fueron construidos en piedra con técnica ciclópea en los siglos XIV o principios del XIII a. C., mientras que el tercero es muy posterior, del periodo helenístico. Por otra parte, en una meseta del lado occidental de la acrópolis se han hallado tres grandes túmulos funerarios del siglo XII a. C.
También se han hallado los restos que se han interpretado como el antiguo santuario denominado Necromantío del Aqueronte. Necromantío (en griego moderno, Νεκρομαντείο; en griego antiguo, νεκϱομαντεῖον o νεκυομαντεῖον ) significa "oráculo de los muertos" y se trataba de un oráculo en el que los que predecían el futuro eran las almas de los muertos. Este santuario ya fue mencionado por Homero en la Odisea y también está casi íntegramente construido en piedra ciclópea. La parte principal del yacimiento arqueológico parece ser que pertenece al periodo helenístico. Justo encima de las ruinas del Necromantío se halla el monasterio de San Juan Bautista, construido en el siglo XVIII.